# إيلدر وايت
إيلدر وايت (بالإنجليزية: Elder White)‏ هو لاعب كرة قاعدة أمريكي، ولد في 23 ديسمبر 1933 في كوليريان في الولايات المتحدة، وتوفي في 26 نوفمبر 2010 في أهوسكي في الولايات المتحدة.

## وصلات خارجية
- إيلدر وايت على موقعبيزبول رفرنس.كوم (الدوري الرئيسي) (الإنجليزية)